# Вілямув-Кольонія
Вілямув-Кольонія (пол. Wilamów-Kolonia) — село в Польщі, у гміні Шадек Здунськовольського повіту Лодзинського воєводства.
У 1975-1998 роках село належало до Серадзького воєводства.